# Enna-Dagan
Enna-Dagan va ser rei (lugal) de Mari, una important ciutat-estat de Mesopotàmia, en una data indeterminada, però segurament cap a l'any 2340 aC.
Va succeir Nizi, que durant el seu regnat ja fa menció d'Enna-Dagan. És conegut especialment per una carta conservada a les Tauletes d'Ebla que va dirigir al rei d'Ebla on l'informava de l'expansió territorial que havia iniciat el regne de Mari pujant pel curs superior de l'Eufrates fins a la regió d'Emar i Hashum. Segons els estudiosos, el document parla d'una sèrie de campanyes de conquesta que van emprendre diversos reis de Mari, que havien limitat (encara que temporalment) els interessos comercials, econòmics i polítics d'Ebla. Sembla clar que Mari va exercir durant un període indeterminat una hegemonia política i econòmica sobre el curs mitjà de l'Eufrates. La carta fa referència a diversos reis de Mari: Saumu, Ishrup-Shar i Iblul-El que també era rei d'Abarsal, i que havien iniciat el període d'expansió del seu país.